# هاري ألبرت ويليس
هاري ألبرت ويليس (بالإنجليزية: Harry Albert Willis)‏ هو محامي وسياسي كندي، ولد في 11 يوليو 1904، وتوفي في 23 مارس 1972. انتخب عضو مجلس الشيوخ الكندي.